# Halk Bankası Spor Kulübü
Lo Halk Bankası Spor Kulübü è una società polisportiva turca, con sede ad Ankara.
La polisportiva è attiva nei seguenti sport:
- pallamano, con una squadra maschile
- pallavolo, con una squadra femminile e una squadra maschile